# Международный день интеллектуальной собственности
Международный день интеллектуальной собственности (на других официальных языках ООН: англ. World Intellectual Property Day, араб. اليوم العالمي للملكية الفكرية, ‎исп. Día Mundial de la Propiedad Intelectual, кит. 世界知识产权日, фр. Journée Mondiale de la Propriété Intellectuelle
) отмечается ежегодно 26 апреля, начиная с 2001 года.

## История и празднование
В сентябре 2000 года Генеральная Ассамблея «Всемирной организации интеллектуальной собственности» учредила «Международный день интеллектуальной собственности».
«Международный день интеллектуальной собственности» стали отмечать с 2001 года. Дата для этого международного дня была выбрана не случайно. Именно в этот день, 26 апреля, в 1970 году вступила в силу международная Конвенция, согласно которой была учреждена «Всемирная организация интеллектуальной собственности» (ВОИС). «ВОИС» — это специализированное учреждение Организации Объединенных Наций по вопросам творчества и интеллектуальной собственности, чья деятельность прежде всего направлена на расширение и развитие сбалансированной и доступной международной системы интеллектуальной собственности во всём мире.
Ежегодно «День интеллектуальной собственности» посвящается какой-либо теме. Проходят тематические мероприятия, встречи коллег, кампании, которые ставят перед собой цель: привлечь внимание мировой общественности к тем проблемам, с которыми сталкивается «Всемирная организация интеллектуальной собственности» при решении поставленных перед ней задач, добиться понимания широкими слоями населения того, что представляет собой ИС, показать, каким образом система защиты интеллектуальной собственности способствует развитию многих направлений прогресса: от искусства до инновационных технологий. ВОИС подготавливает плакаты, размещает рекламные ролики на телевидении, информацию в прочих СМИ стараясь максимально популяризировать эту дату и цели «Международного дня интеллектуальной собственности».
Генеральный директор «Всемирной организации интеллектуальной собственности» распространяет праздничное послание, адресованное своим региональным представителям, приуроченное к «Всемирному дню интеллектуальной собственности».

## Тема дня
- 2025 год — «ИС и музыка. Почувствуй ритм ИС»
- 2024 год — «ИС и ЦУР. Инновации и творчество на благо общего будущего»
- 2023 год — «Женщины и ИС - катализатор инноваций и творчества»
- 2022 год — «ИС и молодежь: инновации во имя будущего»
- 2021 год — «ИС и МСП: чтобы идеи вышли на рынок»
- 2020 год — «Инновации для зеленого будущего»
- 2019 год — «Стремление к золоту: Пи и спорт»
- 2018 год — «Движущая сила перемен: женщины в сфере инноваций и творчества»
- 2017 год — «Инновации: повышение качества жизни»
- 2016 год — «Творчество в цифровой среде:  Переосмысление культуры»
- 2015 год — «Поднимайся, вставай! За музыку!»
- 2014 год — «Творчество – Мировой культ кинематографа»
- 2013 год — «Творчество – следующее поколение»
- 2012 год — «Новаторы-провидцы»
- 2011 год — «Планируя будущее»
- 2010 год — «Инновации — соединяя мир»
- 2009 год — «Зелёные инновации»
- 2008 год — «Инновации и содействие уважению к интеллектуальной собственности»
- 2007 год — «Поощрение творчества»
- 2006 год — «Всё начинается с идеи»
- 2005 год — «Думать, представлять, создавать»
- 2004 год — «Поощряя творчество»
- 2003 год — «Сделайте интеллектуальную собственность вашим делом»
- 2002 год — «Содействие творчеству»
- 2001 год — «Сегодня создаётся будущее»

### Праздники противников расширения прав ИС
- День общественного достояния (1 января)
- День Свободы Культуры[англ.] (третья суббота мая)
- День Свободы Программного обеспечения (третья суббота сентября)
- День Свободы Аппаратного обеспечения[англ.]